# Fehér párduc

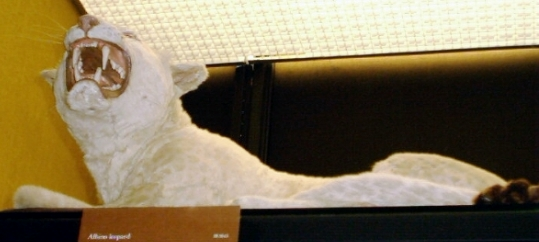
Albinisztikus leopárd

Fehér párducnak nevezzük a macskafélék néhány fajának, főleg a Panthera nembe tartozó fajok, azaz a párducok, ezek közül is elsősorban a leopárd és (jellemzően Dél-Amerikában) a jaguár fehér színű példányait. Észak-Amerikában a párducokkal távolabbi rokonságban álló pumára is használatos.
A párducok fehér színe kialakulhat albinizmus miatt, de ezen kívül még leucizmus és a csincsilla mutáció is okozhatja.

## Fehér jaguár
Szürkésfehér bundájuk van, az oldalukon halvány mintázattal. Leírtak már albínó és részlegesen albínó példányokat is. A spanyol katona-természetbúvár don Felix de Azara említett egy jaguárt, ami olyan sápadt volt, hogy a foltjai csak bizonyos megvilágításban látszottak. Hasonló leírások vannak az albínó leopárdokról is. Rengger leírt egy szürkésfehér bőrt nagyon halvány mintákkal a hasán és az oldalán – az állatot elejtő vadász szerint annak karmai is fehérek voltak.

## Fehér puma
Egy fehér pumát sikerült lefényképezni, amely azonban nem albínó volt (fehér bundájú volt, de a bőre és a szeme pigmentált). Jelentések szerint a fehér puma, amely az angol Walter Rothschild Zoológiai Múzeumban van kiállítva, azonos azzal amely a Londoni Állatkertben élt 1848-tól 1852-ig. 2001-ben több alkalommal is jelentettek egy fehér pumát a Red Rock Canyon Nemzeti Parkban, amit a fényképek alapján albínónak gondolnak. Egy calico példányt jelenleg is fogva tartanak a francia La Bourbansais Állatkertben.